# Cmentarz wojenny nr 164 – Tuchów
Cmentarz wojenny nr 164 w Tuchowie – zabytkowy cmentarz z I wojny światowej znajdujący się w Tuchowie w województwie małopolskim, w powiecie tarnowskim. Jest jednym z 400 zachodniogalicyjskich cmentarzy wojennych zbudowanych przez Oddział Grobów Wojennych C. i K. Komendantury Wojskowej w Krakowie. W VI okręgu tarnowskim cmentarzy tych jest 63.

## Opis cmentarza

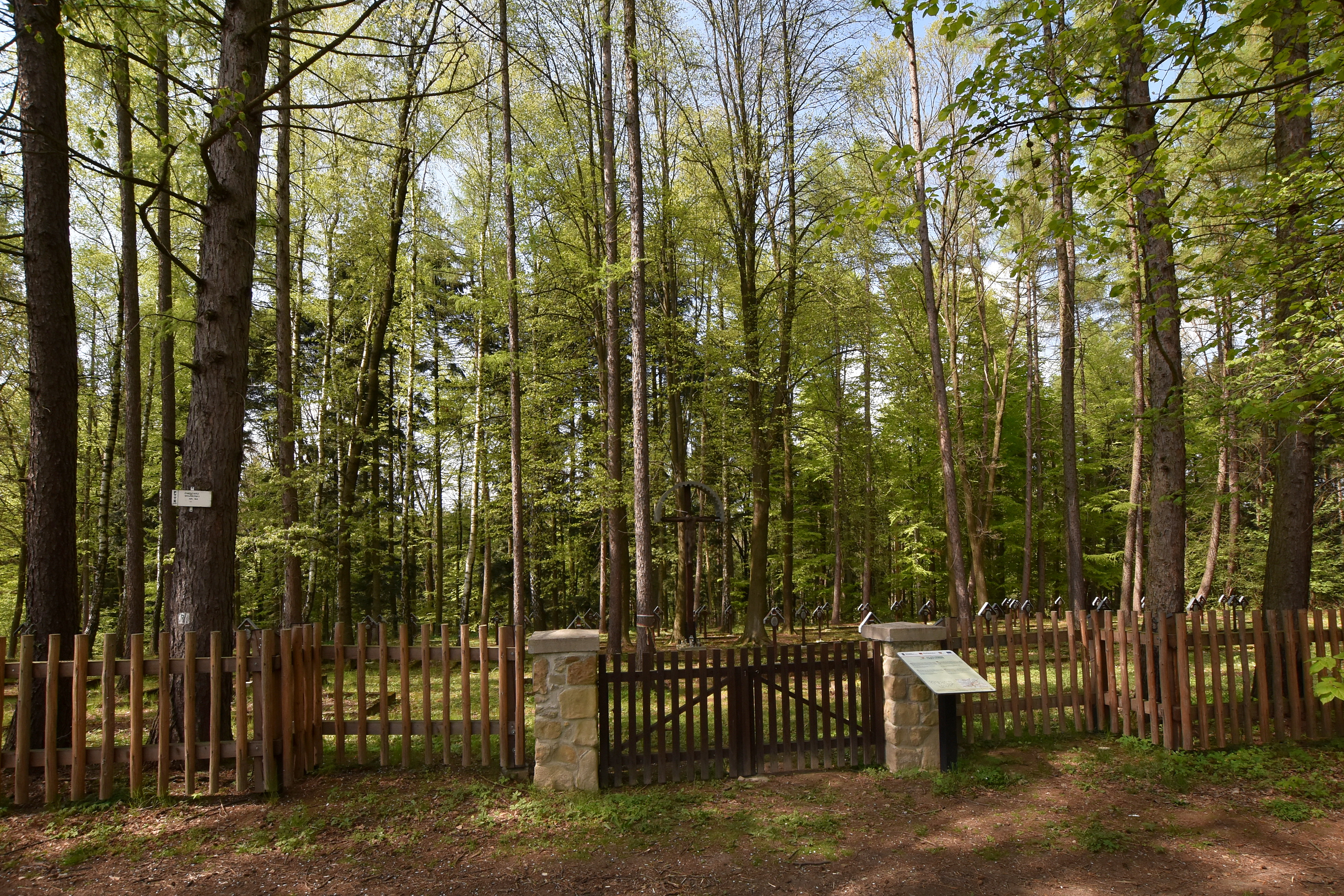
Brama wejściowa

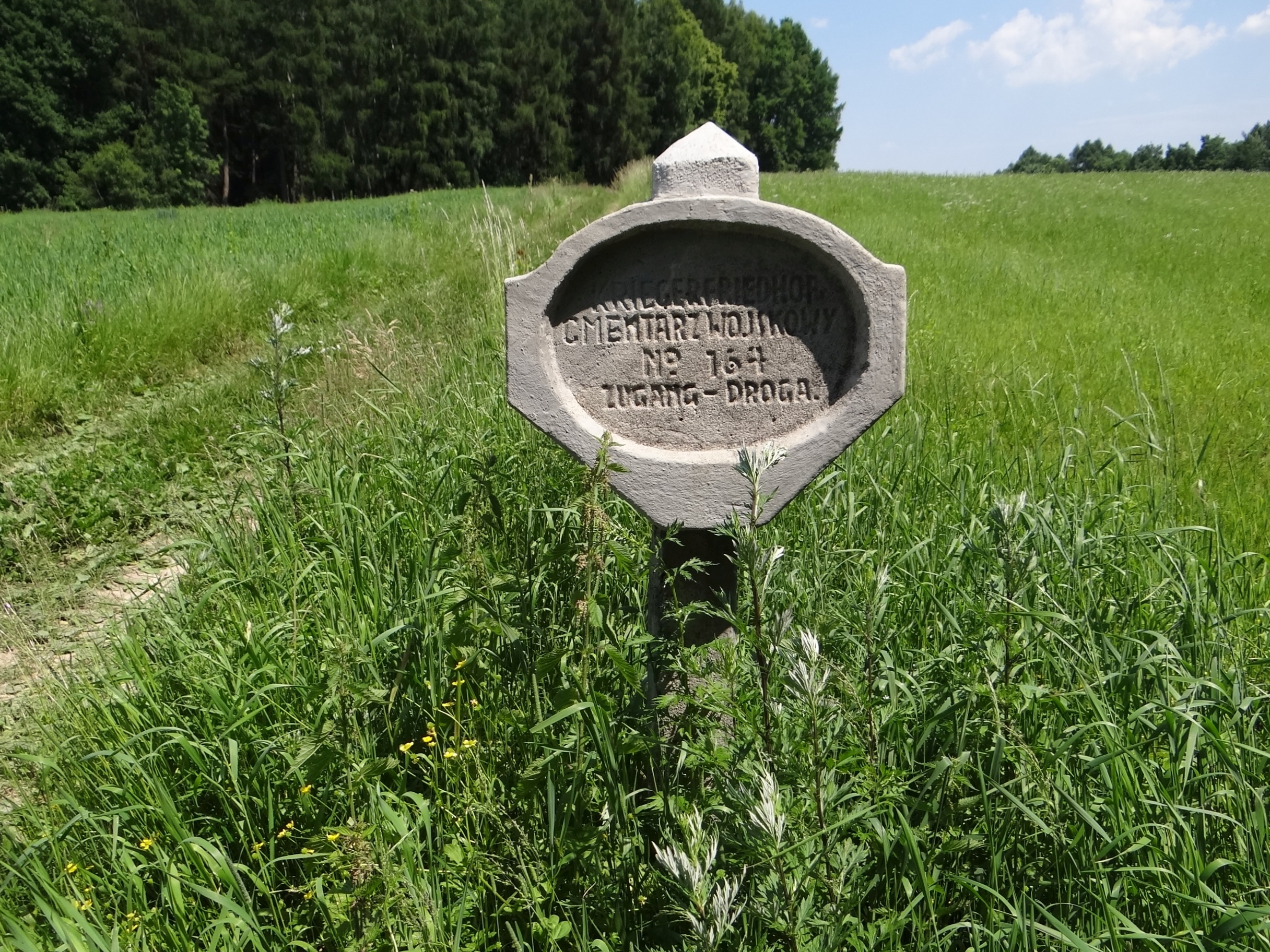
Oryginalna austriacka tabliczka

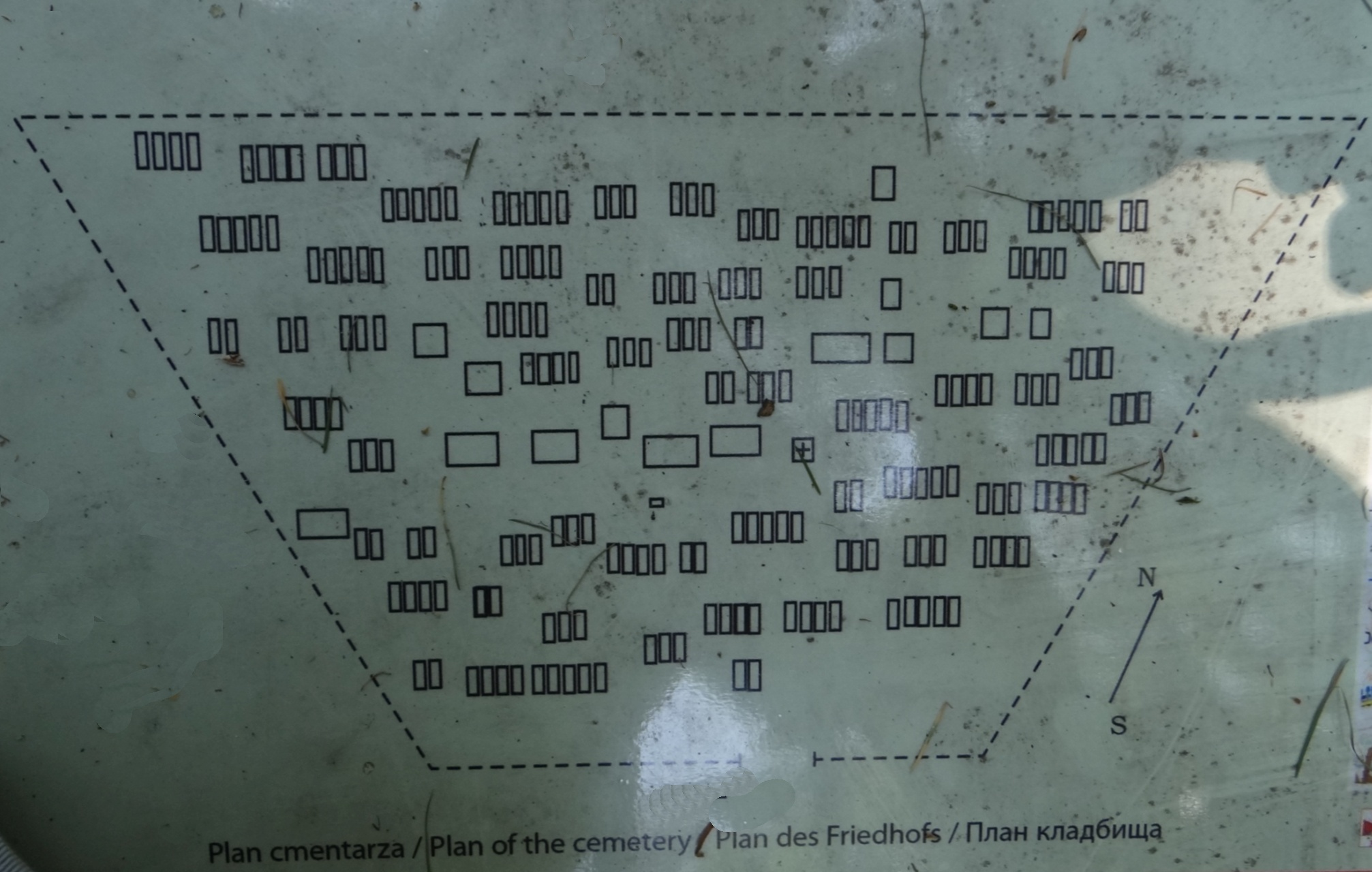
Plan cmentarza

Cmentarz znajduje się na wzgórzu Dział (343 m) na północny wschód od centrum Tuchowa Zlokalizowany jest przy szutrowej drodze pod drzewami, na skraju Tuchowskiego Lasu. Dojście do niego wskazuje zachowany oryginalny austriacki drogowskaz w postaci betonowej tablicy na betonowym słupku. Cmentarz zaprojektowany został przez niemieckiego architekta Heinricha Scholza na planie trapezu. Wejście przez bramkę między dwoma murowanymi z kamienia słupkami. Cmentarz posiadał ogrodzenie drewniane, uległo jednak całkowitemu zniszczeniu. Granicę cmentarza wyznaczają szpalery nasadzonych drzew. Głównym elementem ozdobnym jest drewniany krzyż zwieńczony półkolistą blaszaną glorią. Pierwotnie była na nim rzeźba ukrzyżowanego Chrystusa, a pod krzyżem płaczące niewiasty Pojedyncze i zbiorowe nagrobki rozmieszczone niezbyt regularnie i obramowane betonowymi obrzeżami. Znajdują się na nich jednakowe drewniane krzyże o ramionach przykrytych drewnianym daszkiem oraz wyposażone w tabliczki imienne.
Pochowano na nim 199 żołnierzy armii austro-węgierskiej i 105 armii rosyjskiej w 211 grobach pojedynczych i 27 zbiorowych. Zidentyfikowano 42 żołnierzy.

## Los cmentarza
W okresie Polski międzywojennej cmentarz jako nowy był jeszcze w dobrym stanie. Po II wojnie ranga cmentarza w świadomości społeczeństwa i ówczesnych władz zmalała, przybyły bowiem nowe, świeższe cmentarze i dramatyczne historie nowej wojny. Cmentarze ulegały w naturalny sposób niszczeniu przez czynniki pogody i roślinność, ten zaś szczególnie, gdyż elementy drewniane ze swojej natury są mało trwałe. Cmentarz nr 164 całkowicie zarósł drzewami i krzewami. Został odnowiony. Uporządkowano i oczyszczono z zarośli jego teren oraz wzorując się na zachowanej dokumentacji wykonano nowe, dębowe krzyże i blaszane tabliczki. Od 2018 r. podjęto szeroko zakrojone działania w celu rewitalizacji cmentarza. W 2019 r. przede wszystkim przy udziale lokalnych społeczników jak i żołnierzy oraz pracowników węgierskiego „Magyar hadisírgondozás” i żołnierzy 11 Małopolskiej Brygady Obrony Terytorialnej, zamontowano odnowione krzyże wraz z nowymi cokołami, naprawiono zniszczone betonowe obramowania grobów oraz udało się odtworzyć jeden ze zniszczonych w przeszłości grobów. W latach 2020–2021 zamontowano odnowioną figurę Jezusa na krzyżu oraz rozpoczęły się prace konstrukcyjne nowego ogrodzenia.